# Quatorzième circonscription du Nord
La quatorzième circonscription du Nord est l'une des 21 circonscriptions législatives françaises que compte le département du Nord. Elle est représentée dans la XVIe législature par Paul Christophe (Agir). Son député suppléant est Pierre Marle.

## Description géographique et démographique

### De 1958 à 1986
À la suite de l'ordonnance no 58-945 du 13 octobre 1958 relative à l'élection des députés à l'Assemblée nationale, la quatorzième circonscription du Nord était créée et regroupait les divisions administratives suivantes : 
- canton de Douai-Nord
- canton de Douai-Ouest
- canton d'Orchies[1].

### De 1988 à 2010
Par la loi no 86-1197 du 24 novembre 1986
, et regroupait les divisions administratives suivantes : 
- canton de Bergues
- canton de Bourbourg
- canton de Cassel
- canton d'Hondschoote
- canton de Steenvoorde
- canton de Wormhout et les communes de Bray-Dunes et de Zuydcoote.

### Depuis 2010
À la suite de l'ordonnance no 2009-935 du 29 juillet 2009, ratifiée par le Parlement français le 21 janvier 2010, elle est composée des divisions administratives suivantes :
- canton de Bergues
- canton de Bourbourg
- canton de Dunkerque-Est
- canton de Gravelines
- canton d'Hondschoote
- canton de Wormhout.

Lors du recensement général de la population en 1999, réalisé par l'Institut national de la statistique et des études économiques (INSEE), la population de cette circonscription est estimée à 91 029 habitants,.

La quatorzième circonscription en 1958.
La quatorzième circonscription en 1986.
La quatorzième circonscription en 2010.

### Pyramide des âges
| Hommes | Classe d’âge   | Femmes |
| ------ | -------------- | ------ |
| 7      | 65 ans et plus | 10     |
| 29     | 20 à 64 ans    | 29     |
| 13     | 0 à 19 ans     | 12     |

### Catégorie socio-professionnelle
Répartition de la population active par catégorie socio-professionnelle en 2013
| Agriculteurs | Artisans, commerçants, chefs d'entreprise | Cadres, professions intellectuelles | Professions intermédiaires | Employés | Ouvriers | Retraités | Autres |
| ------------ | ----------------------------------------- | ----------------------------------- | -------------------------- | -------- | -------- | --------- | ------ |
| 0,8 %        | 2,3 %                                     | 5,8 %                               | 14,7 %                     | 15,9 %   | 15,4 %   | 27,1 %    | 17,9 % |

## Historique des députations
| Législature | Début de mandat | Fin de mandat  | Député             | Parti politique       | Observations |
| ----------- | --------------- | -------------- | ------------------ | --------------------- | --- |
| Ire         | 9 décembre 1958 | 9 octobre 1962 | Carlos Dolez       | MRP                   | Mandat écourté à la suite d'une dissolution parlementaire décidée par Charles de Gaulle. |
| IIe         | 6 décembre 1962 | 2 avril 1967   | Henri Martel       | PCF                   | |
| IIIe        | 3 avril 1967    | 30 mai 1968    | Émile Roger        | PCF                   | Mandat écourté à la suite d'une dissolution parlementaire décidée par Charles de Gaulle. |
| IVe         | 11 juillet 1968 | 1er avril 1973 | Émile Roger        | PCF                   | |
| Ve          | 2 avril 1973    | 2 avril 1978   | Émile Roger        | PCF                   | |
| VIe         | 3 avril 1978    | 22 mai 1981    | Émile Roger        | PCF                   | Mandat écourté à la suite d'une dissolution parlementaire décidée par François Mitterrand. |
| VIIe        | 2 juillet 1981  | 1er avril 1986 | Émile Roger        | PCF                   | |
| IXe         | 23 juin 1988    | 1er avril 1993 | Charles Paccou     | RPR                   | |
| Xe          | 2 avril 1993    | 21 avril 1997  | Gabriel Deblock    | Divers droite         | Mandat écourté à la suite d'une dissolution parlementaire décidée par Jacques Chirac. |
| XIe         | 12 juin 1997    | 18 juin 2002   | Monique Denise     | PS                    | Adjointe au Maire de Dunkerque de 1989 à 1997, Vice-Présidente de la Communauté urbaine de Dunkerque de 1992 à 1998, Conseillère régional du Nord-Pas-de-Calais de 1992 à 1998, Conseillère général du canton de Bergues de 2004 à 2011. |
| XIIe        | 19 juin 2002    | 19 juin 2007   | Jean-Pierre Decool | app. UMP              | |
| XIIIe       | 20 juin 2007    | 19 juin 2012   | Jean-Pierre Decool | app. UMP              | |
| XIVe        | 20 juin 2012    | 20 juin 2017   | Jean-Pierre Decool | app. UMP              | |
| XVe         | 21 juin 2017    | 21 juin 2022   | Paul Christophe    | LR (2017) Agir (2017) | |

## Historiques des élections

### Élections de 1958
| Candidat       | Candidat         | Parti          | Premier tour | Premier tour | Second tour | Second tour |  |
| Candidat       | Candidat         | Parti          | Voix         | %            | Voix        | %           |  |
| -------------- | ---------------- | -------------- | ------------ | ------------ | ----------- | ----------- |  |
|                | Henri Martel     | PCF            | 18 656       | 34,22        | 20 066      | 36,01       |  |
|                | Carlos Dolez élu | MRP            | 16 299       | 29,9         | 22 228      | 39,89       |  |
|                | André Canivez    | SFIO           | 15 293       | 28,05        | 13 427      | 24,1        |  |
|                | Robert Sauvet    | Extrême droite | 3 111        | 5,71         | Retrait     | Retrait     |  |
|                | René Fallas      | UFD            | 1 161        | 2,13         |             |             |  |
|                |                  |                |              |              |             |             |  |
| Inscrits       | Inscrits         | Inscrits       | 67 956       | 100,00       | 67 954      | 100,00      |  |
| Abstentions    | Abstentions      | Abstentions    | 12 442       | 18,31        | 11 484      | 16,9        |  |
| Votants        | Votants          | Votants        | 55 514       | 81,69        | 56 470      | 83,1        |  |
| Blancs et nuls | Blancs et nuls   | Blancs et nuls | 994          | 1,79         | 749         | 1,33        |  |
| Exprimés       | Exprimés         | Exprimés       | 54 520       | 98,21        | 55 721      | 98,67       |  |

Le suppléant de Carlos Dolez était Jules Émaille, conseiller général du canton d'Orchies, maire de Saméon, ancien Président du Conseil général.

### Élections de 1962
| Candidat       | Candidat             | Parti          | Premier tour | Premier tour | Second tour | Second tour |  |
| Candidat       | Candidat             | Parti          | Voix         | %            | Voix        | %           |  |
| -------------- | -------------------- | -------------- | ------------ | ------------ | ----------- | ----------- |  |
|                | Henri Martel élu     | PCF            | 20 633       | 39,82        | 29 277      | 53,44       |  |
|                | Carlos Dolez sortant | MRP            | 19 076       | 36,81        | 25 506      | 46,56       |  |
|                | André Canivez        | SFIO           | 12 108       | 23,37        | Retrait     | Retrait     |  |
|                |                      |                |              |              |             |             |  |
| Inscrits       | Inscrits             | Inscrits       | 68 518       | 100,00       | 68 518      | 100,00      |  |
| Abstentions    | Abstentions          | Abstentions    | 15 022       | 21,92        | 11 968      | 17,47       |  |
| Votants        | Votants              | Votants        | 53 496       | 78,08        | 56 550      | 82,53       |  |
| Blancs et nuls | Blancs et nuls       | Blancs et nuls | 1 679        | 3,14         | 1 767       | 3,12        |  |
| Exprimés       | Exprimés             | Exprimés       | 51 817       | 96,86        | 54 783      | 96,88       |  |

Le suppléant d'Henri Martel était Roger Miquet, instituteur, maire de Waziers.

### Élections de 1967
| Candidat       | Candidat            | Parti          | Premier tour | Premier tour | Second tour | Second tour |  |
| Candidat       | Candidat            | Parti          | Voix         | %            | Voix        | %           |  |
| -------------- | ------------------- | -------------- | ------------ | ------------ | ----------- | ----------- |  |
|                | Émile Roger élu     | PCF            | 23 073       | 38,82        | 33 106      | 56,61       |  |
|                | Jean-Claude Sarazin | UD-Ve          | 19 742       | 33,21        | 25 372      | 43,39       |  |
|                | Albert Ricquier     | SFIO (FGDS)    | 11 774       | 19,81        | Retrait     | Retrait     |  |
|                | Pierre Michaut      | CD (PDM)       | 4 850        | 8,16         |             |             |  |
|                |                     |                |              |              |             |             |  |
| Inscrits       | Inscrits            | Inscrits       | 69 895       | 100,00       | 69 895      | 100,00      |  |
| Abstentions    | Abstentions         | Abstentions    | 9 334        | 13,35        | 9 460       | 13,53       |  |
| Votants        | Votants             | Votants        | 60 561       | 86,65        | 60 435      | 86,47       |  |
| Blancs et nuls | Blancs et nuls      | Blancs et nuls | 1 122        | 1,85         | 1 957       | 3,24        |  |
| Exprimés       | Exprimés            | Exprimés       | 59 439       | 98,15        | 58 478      | 96,76       |  |

Le suppléant d'Émile Roger était Roger Miquet.

### Élections de 1968
| Candidat       | Candidat                  | Parti          | Premier tour | Premier tour | Second tour | Second tour |  |
| Candidat       | Candidat                  | Parti          | Voix         | %            | Voix        | %           |  |
| -------------- | ------------------------- | -------------- | ------------ | ------------ | ----------- | ----------- |  |
|                | Jean-Marie Schlicklin     | UDR (URP)      | 23 647       | 40,65        | 28 082      | 49,28       |  |
|                | Émile Roger sortant réélu | PCF            | 20 795       | 35,74        | 28 906      | 50,72       |  |
|                | Maurice Dapvril           | SFIO (FGDS)    | 11 529       | 19,82        | Retrait     | Retrait     |  |
|                | André Duronsoy            | PSU            | 2 206        | 3,79         |             |             |  |
|                |                           |                |              |              |             |             |  |
| Inscrits       | Inscrits                  | Inscrits       | 69 470       | 100,00       | 69 471      | 100,00      |  |
| Abstentions    | Abstentions               | Abstentions    | 10 420       | 15           | 11 027      | 15,87       |  |
| Votants        | Votants                   | Votants        | 59 050       | 85           | 58 444      | 84,13       |  |
| Blancs et nuls | Blancs et nuls            | Blancs et nuls | 873          | 1,48         | 1 456       | 2,49        |  |
| Exprimés       | Exprimés                  | Exprimés       | 58 177       | 98,52        | 56 988      | 97,51       |  |

Le suppléant d'Émile Roger était Roger Miquet.

### Élections de 1973
| Candidat       | Candidat                  | Parti          | Premier tour | Premier tour | Second tour | Second tour |  |
| Candidat       | Candidat                  | Parti          | Voix         | %            | Voix        | %           |  |
| -------------- | ------------------------- | -------------- | ------------ | ------------ | ----------- | ----------- |  |
|                | Émile Roger sortant réélu | PCF            | 23 965       | 39,1         | 32 188      | 52,13       |  |
|                | Charles Fenain            | Divers droite  | 15 788       | 25,76        | 29 557      | 47,87       |  |
|                | Marc Mercier              | PS (UGSD)      | 9 509        | 15,51        | Retrait     | Retrait     |  |
|                | Marcel Theuriet           | UDR (URP)      | 6 947        | 11,33        |             |             |  |
|                | Gabriel Pochon            | MR             | 2 172        | 3,54         |             |             |  |
|                | Suzanne Blanc             | Divers droite  | 1 913        | 3,12         |             |             |  |
|                | Gérard Chauvin            | LO             | 997          | 1,63         |             |             |  |
|                |                           |                |              |              |             |             |  |
| Inscrits       | Inscrits                  | Inscrits       | 71 872       | 100,00       | 71 871      | 100,00      |  |
| Abstentions    | Abstentions               | Abstentions    | 9 642        | 13,42        | 8 828       | 12,28       |  |
| Votants        | Votants                   | Votants        | 62 230       | 86,58        | 63 043      | 87,72       |  |
| Blancs et nuls | Blancs et nuls            | Blancs et nuls | 939          | 1,51         | 1 298       | 2,06        |  |
| Exprimés       | Exprimés                  | Exprimés       | 61 291       | 98,49        | 61 745      | 97,94       |  |

Le suppléant d'Émile Roger était Jean Delattre, ancien mineur, conseiller général du canton de Douai-Ouest, conseiller municipal de Raimbeaucourt.

### Élections de 1978
| Candidat       | Candidat                  | Parti          | Premier tour | Premier tour | Second tour | Second tour |  |
| Candidat       | Candidat                  | Parti          | Voix         | %            | Voix        | %           |  |
| -------------- | ------------------------- | -------------- | ------------ | ------------ | ----------- | ----------- |  |
|                | Émile Roger sortant réélu | PCF            | 28 554       | 39,79        | 41 503      | 58,49       |  |
|                | Robert Capron             | RPR            | 14 745       | 20,55        | 29 453      | 41,51       |  |
|                | Charles Fenain            | Divers droite  | 12 169       | 16,96        | Retrait     | Retrait     |  |
|                | Marc Mercier              | PS             | 11 711       | 16,32        | Retrait     | Retrait     |  |
|                | Nicole Daussy             | Divers droite  | 1 880        | 2,62         |             |             |  |
|                | Gilbert Carré             | LO             | 1 094        | 1,52         |             |             |  |
|                | Didier Carrez             | PSD            | 1 002        | 1,4          |             |             |  |
|                | Jean-Michel Cohen         | LCR            | 600          | 0,84         |             |             |  |
|                |                           |                |              |              |             |             |  |
| Inscrits       | Inscrits                  | Inscrits       | 83 095       | 100,00       | 83 094      | 100,00      |  |
| Abstentions    | Abstentions               | Abstentions    | 10 000       | 12,03        | 9 962       | 11,99       |  |
| Votants        | Votants                   | Votants        | 73 095       | 87,97        | 73 132      | 88,01       |  |
| Blancs et nuls | Blancs et nuls            | Blancs et nuls | 1 340        | 1,83         | 2 176       | 2,98        |  |
| Exprimés       | Exprimés                  | Exprimés       | 71 755       | 98,17        | 70 956      | 97,02       |  |

La suppléante d'Émile Roger était Janine Messier, professeur, adjointe au maire d'Auby.

### Élections de 1981
| Candidat       | Candidat                  | Parti          | Premier tour | Premier tour | Second tour | Second tour |  |
| Candidat       | Candidat                  | Parti          | Voix         | %            | Voix        | %           |  |
| -------------- | ------------------------- | -------------- | ------------ | ------------ | ----------- | ----------- |  |
|                | Émile Roger sortant réélu | PCF            | 24 613       | 38,92        | 39 581      | 62,19       |  |
|                | Marc Dolez                | PS             | 19 092       | 30,19        | Retrait     | Retrait     |  |
|                | Jacques Vernier           | RPR (UNM)      | 14 887       | 23,54        | 24 061      | 37,81       |  |
|                | Louis Bouan               | UDF (CDS)      | 4 088        | 6,46         |             |             |  |
|                | Charles Lantoine          | PSU            | 557          | 0,88         |             |             |  |
|                |                           |                |              |              |             |             |  |
| Inscrits       | Inscrits                  | Inscrits       | 85 420       | 100,00       | 85 420      | 100,00      |  |
| Abstentions    | Abstentions               | Abstentions    | 21 133       | 24,74        | 19 475      | 22,8        |  |
| Votants        | Votants                   | Votants        | 64 287       | 75,26        | 65 945      | 77,2        |  |
| Blancs et nuls | Blancs et nuls            | Blancs et nuls | 1 050        | 1,63         | 2 303       | 3,49        |  |
| Exprimés       | Exprimés                  | Exprimés       | 63 237       | 98,37        | 63 642      | 96,51       |  |

Le suppléant d'Émile Roger était Albert de Bosschère, ouvrier métallurgiste, conseiller général du canton de Douai-Nord, Faumont.

### Élections de 1988
| Candidat       | Candidat                     | Parti          | Premier tour | Premier tour | Second tour | Second tour |  |
| Candidat       | Candidat                     | Parti          | Voix         | %            | Voix        | %           |  |
| -------------- | ---------------------------- | -------------- | ------------ | ------------ | ----------- | ----------- |  |
|                | Charles Paccou sortant réélu | RPR (URC)      | 21 555       | 45,9         | 25 228      | 51,28       |  |
|                | Pierre-Jean Lepretre         | PS             | 19 811       | 42,19        | 23 971      | 48,72       |  |
|                | André Fin                    | FN             | 3 301        | 7,03         |             |             |  |
|                | Alain Lenglet                | PCF            | 2 291        | 4,88         |             |             |  |
|                |                              |                |              |              |             |             |  |
| Inscrits       | Inscrits                     | Inscrits       | 62 658       | 100,00       | 62 638      | 100,00      |  |
| Abstentions    | Abstentions                  | Abstentions    | 14 234       | 22,72        | 11 884      | 18,97       |  |
| Votants        | Votants                      | Votants        | 48 424       | 77,28        | 50 754      | 81,03       |  |
| Blancs et nuls | Blancs et nuls               | Blancs et nuls | 1 466        | 3,03         | 1 555       | 3,06        |  |
| Exprimés       | Exprimés                     | Exprimés       | 46 958       | 96,97        | 49 199      | 96,94       |  |

Le suppléant de Charles Paccou était Gabriel Deblock, conseiller général du canton de Wormhout, maire d'Esquelbecq.

### Élections de 1993
| Candidat       | Candidat               | Parti          | Premier tour | Premier tour | Second tour | Second tour |  |
| Candidat       | Candidat               | Parti          | Voix         | %            | Voix        | %           |  |
| -------------- | ---------------------- | -------------- | ------------ | ------------ | ----------- | ----------- |  |
|                | Gabriel Deblock élu    | RPR            | 16 457       | 34,94        | 29 231      | 62,89       |  |
|                | Jean Le Garrec sortant | PS (ADFP)      | 8 429        | 17,9         | 17 247      | 37,11       |  |
|                | Claude Gosset          | UDF            | 5 136        | 10,91        |             |             |  |
|                | Yannick Le Floc'h      | FN             | 4 693        | 9,96         |             |             |  |
|                | René Patoor            | Les Verts (EÉ) | 3 393        | 7,2          |             |             |  |
|                | Bernard Fiolet         | Divers droite  | 3 088        | 6,56         |             |             |  |
|                | Alain Lenglet          | PCF            | 2 106        | 4,47         |             |             |  |
|                | Yves Sterckeman        | LT-LNÉ         | 1 644        | 3,49         |             |             |  |
|                | Marie-Claude Moreews   | PT             | 1 567        | 3,33         |             |             |  |
|                | Gérard Lahaeye         | Divers droite  | 584          | 1,24         |             |             |  |
|                |                        |                |              |              |             |             |  |
| Inscrits       | Inscrits               | Inscrits       | 65 366       | 100,00       | 65 366      | 100,00      |  |
| Abstentions    | Abstentions            | Abstentions    | 14 847       | 22,71        | 14 358      | 21,97       |  |
| Votants        | Votants                | Votants        | 50 519       | 77,29        | 51 008      | 78,03       |  |
| Blancs et nuls | Blancs et nuls         | Blancs et nuls | 3 422        | 6,77         | 4 530       | 8,88        |  |
| Exprimés       | Exprimés               | Exprimés       | 47 097       | 93,23        | 46 478      | 91,12       |  |

Le suppléant de Gabriel Deblock était Jean-Pierre Decool, professeur, maire de Brouckerque.

### Élections de 1997
| Candidat       | Candidat            | Parti          | Premier tour | Premier tour | Second tour | Second tour |  |
| Candidat       | Candidat            | Parti          | Voix         | %            | Voix        | %           |  |
| -------------- | ------------------- | -------------- | ------------ | ------------ | ----------- | ----------- |  |
|                | Jean-Pierre Decool  | RPR            | 16 712       | 35,08        | 24 604      | 49,51       |  |
|                | Monique Denise élue | PS             | 14 487       | 30,41        | 25 090      | 50,49       |  |
|                | Yannick Le Floc'h   | FN             | 7 266        | 15,25        |             |             |  |
|                | Guillaume Dochez    | PCF            | 2 783        | 5,84         |             |             |  |
|                | Alain Trédez        | Les Verts      | 1 887        | 3,96         |             |             |  |
|                | Philippe Peene      | Divers droite  | 1 820        | 3,82         |             |             |  |
|                | Anthony Roseau      | LT-LNÉ         | 927          | 1,95         |             |             |  |
|                | Gérard Jonckheere   | MDC            | 885          | 1,86         |             |             |  |
|                | Serge Westelynck    | GÉ             | 871          | 1,83         |             |             |  |
|                |                     |                |              |              |             |             |  |
| Inscrits       | Inscrits            | Inscrits       | 66 937       | 100,00       | 66 931      | 100,00      |  |
| Abstentions    | Abstentions         | Abstentions    | 15 958       | 23,84        | 13 894      | 20,76       |  |
| Votants        | Votants             | Votants        | 50 979       | 76,16        | 53 037      | 79,24       |  |
| Blancs et nuls | Blancs et nuls      | Blancs et nuls | 3 341        | 6,55         | 3 343       | 6,3         |  |
| Exprimés       | Exprimés            | Exprimés       | 47 638       | 93,45        | 49 694      | 93,7        |  |

Le suppléant de Monique Denise était Alain Lenglet, conseiller municipal de Watten, directeur d'école.

### Élections de 2002
| Candidat       | Candidat                | Parti             | Premier tour | Premier tour | Second tour | Second tour |  |
| Candidat       | Candidat                | Parti             | Voix         | %            | Voix        | %           |  |
| -------------- | ----------------------- | ----------------- | ------------ | ------------ | ----------- | ----------- |  |
|                | Jean-Pierre Decool élu  | UMP               | 20 407       | 42,91        | 26 776      | 58,09       |  |
|                | Monique Denise sortante | PS                | 13 777       | 28,97        | 19 319      | 41,91       |  |
|                | Didier Lejeune          | FN                | 5 797        | 12,19        |             |             |  |
|                | Éric Delautre           | CPNT              | 2 367        | 4,98         |             |             |  |
|                | Luc Bonnenfant          | Les Verts         | 795          | 1,67         |             |             |  |
|                | Laetitia Dubuisson      | LCR               | 745          | 1,57         |             |             |  |
|                | David Dupuich           | LO                | 715          | 1,5          |             |             |  |
|                | Guillaume Dochez        | PCF               | 692          | 1,46         |             |             |  |
|                | Xavier Schleiter        | Divers            | 535          | 1,13         |             |             |  |
|                | Renée Deblonde          | MNR               | 412          | 0,87         |             |             |  |
|                | Claudine Hautekeur      | Pôle républicain  | 371          | 0,78         |             |             |  |
|                | Laurence Hernoult       | Divers écologiste | 302          | 0,64         |             |             |  |
|                | Nicolas Verhille        | Extrême gauche    | 195          | 0,41         |             |             |  |
|                | Jean-Yves Pintiaux      | MÉI               | 168          | 0,35         |             |             |  |
|                | Jacques Nuns            | Divers            | 146          | 0,31         |             |             |  |
|                | Béatrice Molnar         | Divers écologiste | 97           | 0,2          |             |             |  |
|                | Benoit Robert           | Divers gauche     | 34           | 0,07         |             |             |  |
|                |                         |                   |              |              |             |             |  |
| Inscrits       | Inscrits                | Inscrits          | 71 435       | 100,00       | 71 427      | 100,00      |  |
| Abstentions    | Abstentions             | Abstentions       | 22 612       | 31,65        | 23 342      | 32,68       |  |
| Votants        | Votants                 | Votants           | 48 823       | 68,35        | 48 085      | 67,32       |  |
| Blancs et nuls | Blancs et nuls          | Blancs et nuls    | 1 268        | 2,6          | 1 990       | 4,14        |  |
| Exprimés       | Exprimés                | Exprimés          | 47 555       | 97,4         | 46 095      | 95,86       |  |

Le suppléant de Jean-Pierre Decool était Jean-Pierre Bataille, maire de Steenvoorde, pharmacien, élu conseiller régional en 2004.

### Élections de 2007
|                | Jean-Pierre Decool sortant réélu | UMP            | 26 555 | 56,67  |  |  |  |
|                | Francis Bassemon                 | PRG            | 7 913  | 16,89  |  |  |  |
|                | Séverine Potvin-Belet            | UDF–MoDem      | 2 531  | 5,4    |  |  |  |
|                | Roger Lessieux                   | FN             | 2 365  | 5,05   |  |  |  |
|                | Marie Bouzat                     | LCR            | 1 932  | 4,12   |  |  |  |
|                | Laurence Hugues                  | Les Verts      | 1 407  | 3      |  |  |  |
|                | Daniel Wexsteen                  | CPNT           | 1 276  | 2,72   |  |  |  |
|                | David Dupuich                    | LO             | 1 008  | 2,15   |  |  |  |
|                | Annie Barois                     | PCF            | 590    | 1,26   |  |  |  |
|                | Jean-Luc Legarez                 | GÉ             | 508    | 1,08   |  |  |  |
|                | Victoire Lefort                  | MPF            | 507    | 1,08   |  |  |  |
|                | Agnès Secret                     | MNR            | 263    | 0,56   |  |  |  |
|                |                                  |                |        |        |  |  |  |
| Inscrits       | Inscrits                         | Inscrits       | 74 163 | 100,00 |  |  |  |
| Abstentions    | Abstentions                      | Abstentions    | 26 064 | 35,14  |  |  |  |
| Votants        | Votants                          | Votants        | 48 099 | 64,86  |  |  |  |
| Blancs et nuls | Blancs et nuls                   | Blancs et nuls | 1 244  | 2,59   |  |  |  |
| Exprimés       | Exprimés                         | Exprimés       | 46 855 | 97,41  |  |  |  |

### Élections de 2012
| Candidat       | Candidat                         | Parti          | Premier tour | Premier tour | Second tour | Second tour |  |
| Candidat       | Candidat                         | Parti          | Voix         | %            | Voix        | %           |  |
| -------------- | -------------------------------- | -------------- | ------------ | ------------ | ----------- | ----------- |  |
|                | Jean-Pierre Decool sortant réélu | app. UMP       | 23 015       | 39,16        | 30 703      | 53,44       |  |
|                | Jean Schepman                    | PS             | 21 496       | 36,58        | 26 748      | 46,56       |  |
|                | Jean-François Vendeville         | FN (RBM)       | 9 949        | 16,93        |             |             |  |
|                | Delphine Castelli                | PCF (FG)       | 1 642        | 2,79         |             |             |  |
|                | José Szymaniak                   | EÉLV (MÉI)     | 1 368        | 2,33         |             |             |  |
|                | Martine Beuraert                 | MoDem (CpF)    | 673          | 1,15         |             |             |  |
|                | David Haillant                   | LO             | 362          | 0,62         |             |             |  |
|                | Claire Raimbault                 | NPA            | 265          | 0,45         |             |             |  |
|                |                                  |                |              |              |             |             |  |
| Inscrits       | Inscrits                         | Inscrits       | 98 801       | 100,00       | 98 795      | 100,00      |  |
| Abstentions    | Abstentions                      | Abstentions    | 39 023       | 39,5         | 39 480      | 39,96       |  |
| Votants        | Votants                          | Votants        | 59 778       | 60,5         | 59 315      | 60,04       |  |
| Blancs et nuls | Blancs et nuls                   | Blancs et nuls | 1 008        | 1,69         | 1 864       | 3,14        |  |
| Exprimés       | Exprimés                         | Exprimés       | 58 770       | 98,31        | 57 451      | 96,86       |  |

### Élections de 2017
Les élections législatives française de 2017 ont lieu les dimanches 11 et 18 juin 2017.
Jean-Pierre Decool, député app. LR sortant, ne se représente pas.
| Candidat       | Candidat            | Parti          | Premier tour | Premier tour | Second tour | Second tour |
| Candidat       | Candidat            | Parti          | Voix         | %            | Voix        | %           |
| -------------- | ------------------- | -------------- | ------------ | ------------ | ----------- | ----------- |
|                | Paul Christophe     | app. LR        | 13 004       | 26,67        | 25 162      | 63,88       |
|                | Julien Lemaitte     | LREM           | 12 407       | 25,44        | 14 229      | 36,12       |
|                | Yohann Duval        | FN             | 9 898        | 20,30        |             |             |
|                | Delphine Decoster   | FI             | 5 853        | 12,00        |             |             |
|                | Christian Devos     | PS             | 2 634        | 5,40         |             |             |
|                | Myriam Santhune     | EELV           | 1 584        | 3,25         |             |             |
|                | Sylvie Brachet      | PRG-GE         | 1 074        | 2,20         |             |             |
|                | Jean-Paul Tisserand | app. FN        | 878          | 1,80         |             |             |
|                | David Haillant      | LO             | 644          | 1,32         |             |             |
|                | Nathalie Benalla    | PCF-FG         | 471          | 0,97         |             |             |
|                | Stéphane Dumont     | UPR            | 320          | 0,66         |             |             |
|                |                     |                |              |              |             |             |
| Inscrits       | Inscrits            | Inscrits       | 98 793       | 100,00       | 98 782      | 100,00      |
| Abstentions    | Abstentions         | Abstentions    | 48 660       | 49,25        | 54 871      | 55,55       |
| Votants        | Votants             | Votants        | 50 133       | 50,75        | 43 911      | 44,45       |
| Blancs et nuls | Blancs et nuls      | Blancs et nuls | 1 366        | 1,38         | 4 520       | 4,58        |
| Exprimés       | Exprimés            | Exprimés       | 48 767       | 98,62        | 39 391      | 95,42       |

### Élections de 2022
Les élections législatives françaises de 2022 ont eu lieu les dimanches 12 et 19 juin 2022.
|                                                    |                                                                                      |                           |                           |                          |                          |
|                                                    |                                                                                      | Premier tour 12 juin 2022 | Premier tour 12 juin 2022 | Second tour 19 juin 2022 | Second tour 19 juin 2022 |
|                                                    |                                                                                      |                           |                           |                          |                          |
|                                                    |                                                                                      | Nombre                    | % des inscrits            | Nombre                   | % des inscrits           |
| Inscrits                                           | Inscrits                                                                             | 99 404                    | 100                       | 99 421                   | 100                      |
| Abstentions                                        | Abstentions                                                                          | 51 986                    | 52,30                     | 53 338                   | 53,65                    |
| Votants                                            | Votants                                                                              | 47 418                    | 47,70                     | 46 083                   | 46,35                    |
|                                                    |                                                                                      |                           | % des votants             |                          | % des votants            |
| Bulletins blancs                                   | Bulletins blancs                                                                     | 890                       | 1,88                      | 2 133                    | 4,63                     |
| Bulletins nuls                                     | Bulletins nuls                                                                       | 359                       | 0,76                      | 880                      | 1,91                     |
| Suffrages exprimés                                 | Suffrages exprimés                                                                   | 46 169                    | 97,37                     | 43 070                   | 93,46                    |
|                                                    |                                                                                      |                           |                           |                          |                          |
| Candidat Étiquette politique (partis et alliances) | Candidat Étiquette politique (partis et alliances)                                   | Voix                      | % des exprimés            | Voix                     | % des exprimés           |
|                                                    |                                                                                      |                           |                           |                          |                          |
|                                                    | Paul Christophe* Ensemble                                                            | 15 582                    | 33,75                     | 22 916                   | 53,21                    |
|                                                    | Pierrette Cuvelier Rassemblement national                                            | 13 032                    | 28,23                     | 20 154                   | 46,79                    |
|                                                    | Philippine Heyman Nouvelle Union populaire écologique et sociale La France insoumise | 7 861                     | 17,03                     |                          |                          |
|                                                    | Frédéric Devos Les Républicains                                                      | 4 931                     | 10,68                     |                          |                          |
|                                                    | Eric Maerten Reconquête                                                              | 1 809                     | 3,92                      |                          |                          |
|                                                    | Frédéric Béague Parti animaliste                                                     | 1 349                     | 2,92                      |                          |                          |
|                                                    | Sandrine Desrayaud Lutte ouvrière                                                    | 623                       | 1,35                      |                          |                          |
|                                                    | Pierre Gonzalez Divers gauche [FGR]                                                  | 527                       | 1,14                      |                          |                          |
|                                                    | Guillaume Lévecq Droite souverainiste Debout la France                               | 455                       | 0,99                      |                          |                          |
| * Député sortant                                   |                                                                                      |                           |                           |                          |                          |

### Élections de 2024
| Candidat                 | Candidat                 | Parti et coalition       | Nuance                   | Premier tour | Premier tour | Second tour | Second tour |
| Candidat                 | Candidat                 | Parti et coalition       | Nuance                   | Voix         | %            | Voix        | %           |
| ------------------------ | ------------------------ | ------------------------ | ------------------------ | ------------ | ------------ | ----------- | ----------- |
|                          | Jean-Baptiste Gardes,    | RAD - RN                 | UXD                      | 30 194       | 46,37        | 32 114      | 49,85       |
|                          | Paul Christophe          | HOR (ENS)                | DVD                      | 23 928       | 36,74        | 32 303      | 50,15       |
|                          | Philippine Heyman        | LFI (NFP)                | UG                       | 8 876        | 13,63        |             |             |
|                          | Sandrine Desrayaud       | LO                       | EXG                      | 1 091        | 1,68         |             |             |
|                          | Anne-Lise Perche         | DLF                      | DSV                      | 1 033        | 1,59         |             |             |
|                          |                          |                          |                          |              |              |             |             |
| Suffrages exprimés       | Suffrages exprimés       | Suffrages exprimés       | Suffrages exprimés       | 65 122       | 97,25        | 64 417      | 96,46       |
| Votes blancs             | Votes blancs             | Votes blancs             | Votes blancs             | 1 328        | 1,98         | 1 671       | 2,50        |
| Votes nuls               | Votes nuls               | Votes nuls               | Votes nuls               | 514          | 0,77         | 696         | 1,04        |
| Total                    | Total                    | Total                    | Total                    | 66 964       | 100          | 66 784      | 100         |
| Abstention               | Abstention               | Abstention               | Abstention               | 32 485       | 32,66        | 32 686      | 32,86       |
| Inscrits / participation | Inscrits / participation | Inscrits / participation | Inscrits / participation | 99 449       | 67,34        | 99 470      | 67,14       |